# System ES1
Le System ES1 est un système de jeu d'arcade destiné aux salles d'arcade, créé par la société japonaise Namco Bandai Games en 2009. Il a connu plusieurs évolutions : le System ES1A2, le System ES2 Plus, le System ES3 et le System ES4.

## Description
Le System ES1 est un système d'arcade HD créé par la société Namco Bandai Games. Il a été dévoilé le 18 septembre 2008, puis exposé depuis, au cours de plusieurs réunions du monde de l'arcade et du jeu vidéo à travers le monde (notamment l'AM Show 2008).
Seulement quelques jeux sont sortis sur System ES1 comme Nirin,, et Tank! Tank! Tank!.

## Spécifications techniques

### System ES1
Le System ES1 repose sur une architecture de type PC dont le système d'exploitation est Linux.

### Spécificités du System ES2 Plus, ES3 et ES4
Le système d'exploitation est Microsoft Windows 7

## Liste des jeux
| Titre                               | Développeur        | Éditeur            | Système         | Genre         | Date |
| ----------------------------------- | ------------------ | ------------------ | --------------- | ------------- | ---- |
| Aikatsu!                            | Bandai Namco Games | Bandai Namco Games | System ES2 Plus | Data Carddass | 2012 |
| Dark Escape 3D                      | Bandai Namco Games | Bandai Namco Games | System ES1      |               | 2012 |
| Dark Escape 4D                      | Bandai Namco Games | Bandai Namco Games | System ES1      |               | 2013 |
| Dead Heat / Maximum Heat            | Bandai Namco Games | Bandai Namco Games | System ES1      |               | 2011 |
| Dead Heat Riders                    | Bandai Namco Games | Bandai Namco Games | System ES1      |               | 2011 |
| Hyakujuu Taisen Great Animal Kaiser | Bandai Namco Games | Bandai Namco Games | System ES2 Plus |               | 2012 |
| Kidō Senshi Gundam: Senjō no Kizuna | Bandai Namco Games | Bandai Namco Games | System ES1A2    |               | 2011 |
| Mach Storm                          | Bandai Namco Games | Bandai Namco Games | System ES3      |               | 2013 |
| Mario Kart Arcade GP DX             | Bandai Namco Games | Nintendo           | System ES3      |               | 2013 |
| Lost Land Adventure                 | Bandai Namco Games | Bandai Namco Games | System ES3      |               | 2014 |
| Nirin                               | Bandai Namco Games | Bandai Namco Games | System ES1      |               | 2009 |
| Point Blank X                       | Bandai Namco Games | Bandai Namco Games | System ES4      |               | 2015 |
| Sailor Zombie: AKB48 Arcade Edition | Bandai Namco Games | Bandai Namco Games | System ES1      |               | 2014 |
| Star Wars: Battle Pod               | Bandai Namco Games | Bandai Namco Games | System ES3      |               | 2014 |
| Super Alpine Racer                  | Bandai Namco Games | Nintendo           | System ES3      |               | 2014 |
| Tank! Tank! Tank!                   | Bandai Namco Games | Bandai Namco Games | System ES1      |               | 2009 |
| Tekken 7                            | Bandai Namco Games | Bandai Namco Games | System ES3      |               | 2014 |
| Wangan Midnight: Maximum Tune 4     | Bandai Namco Games | Bandai Namco Games | System ES1      |               | 2011 |
| Wangan Midnight: Maximum Tune 5     | Bandai Namco Games | Bandai Namco Games | System ES3      |               | 2014 |